# Fuet (arma)
Un fuet és una arma flexible prima i d'una certa llargada, usualment feta de cuir o d'un altre material més o menys plàstic. Colpejant-lo contra una persona o un animal causa un dolor molt fort.
És utilitzat sobretot per domadors de feres i també es feia servir com a instrument de tortura. El fuet per a animals també rep el nom de xurriaca; el que s'usa per a martiritzar o torturar s'anomena assot o flagell; aquesta darrera forma també s'empra per als penitents que es flagel·len el cos com a mortificació personal dins un context religiós. L'assot no era fet amb tires de cuiro sinó fet de cordes (generalment tres) amb nusos als extrems i ocasionalment amb elements punxants afegits per a fer més fort el suplici.
La tralla o colombrina és la llendera o cordellina d'un fuet.
El cop de fuet (fuetada o xurriacada) sol deixar marca sobre la pell humana, encara que no produeixi sang.

## Flagel·lació
Històricament la flagel·lació, o acció d'assotar o fuetejar, era un càstig regulat i el nombre de fuetades i el tipus de fuet estaven en relació amb el tipus de delicte comés. La flagel·lació de Jesús és un dels episodis del Via Crucis i ha tingut moltes representacions artístiques.L'assot fet a base de tres cordes amb nusos és un dels atributs característics de Sant Ambròs de Milà

## Tipus de fuet
Hi havia diversos tipus de flagells:
- lorum, que era fet d'una corretja ampla sense res més i que feia morats a les carns
- flagrum, compost per dos o més corretges que s'acabaven en uns ossets o boletes de metall que destruïen la carn
- flagellum, format per nervis o cordes més fines i atapeïdes que acabaven en unes boletes de ferro o un altre metall que tallava i estripava la carn.